# Job: A Masque for Dancing
Job: A Masque for Dancing es un ballet de un acto producido para el Vic-Wells Ballet en 1931. Considerado como un trabajo crucial en el desarrollo del ballet británico, Job: A Masque for Dancing fue el primer ballet producido por un equipo creativo completamente británico. El concepto original y el libreto del ballet fueron propuestos por el erudito Geoffrey Keynes, con coreografía de Ninette de Valois, música de Ralph Vaughan Williams, orquestaciones de Constant Lambert y diseños de Gwendolen Raverat. El ballet se basa en el Libro de Job de la Biblia hebrea y se inspiró en la edición ilustrada de William Blake, publicada en 1826. Job: A Masque for Dancing tuvo su estreno mundial el 5 de julio de 1931 y se representó para miembros de la Camargo Society en el Cambridge Theatre de Londres. La primera representación pública del ballet tuvo lugar el 22 de septiembre de 1931 en el Teatro Old Vic.

## Música

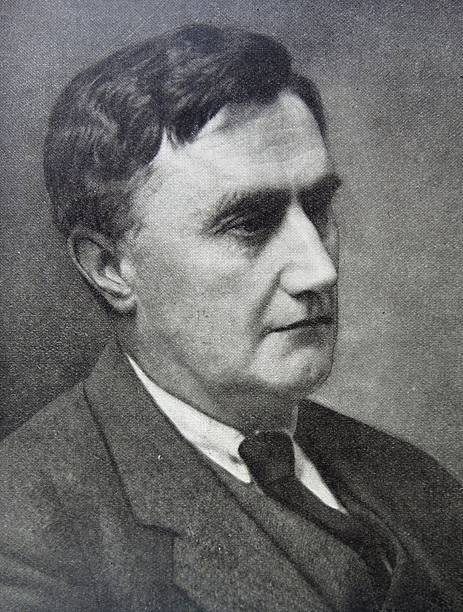
Ralph Vaughan Williams, compositor de la música del ballet, en la década de 1920.

La música del ballet la escribió el compositor británico Ralph Vaughan Williams. La denominó una «mascarada» porque no le gustaba la palabra «ballet», pero la obra no tiene conexión con el género de la mascarada. Comenzó a escribir la partitura después de que la idea del ballet se le propusiera inicialmente al impresario ruso Serguéi Diáguilev, quien la rechazó. Como resultado, la música la escribió por primera vez para una orquesta más grande de lo que podía acomodarse en un foso de teatro convencional y se estrenó en forma de concierto en octubre de 1930 en el Festival de Norfolk y Norwich, con la dirección del propio compositor. Cuando finalmente se produjo el ballet, la música fue orquestada para una pequeña orquesta por Constant Lambert.
La versión orquestal completa está escrita para tres flautas (la tercera doblando al flautín y flauta alto), dos oboes, corno inglés, dos clarinetes (en si♭), saxofón alto, clarinete bajo (que dobla al tercer clarinete en si♭), dos fagotes, contrafagot, cuatro trompas (en fa), tres trompetas (en si♭), tres trombones, tuba, timbales, triángulo, caja, platillos, bombo, xilófono, glockenspiel, tam-tam, órgano, dos arpas y cuerdas.
Vaughan Williams dedicó la partitura al director de orquesta Adrian Boult en 1934, después de que el compositor supiera que el Bach Choir, que Boult había dirigido, recaudó fondos para el grabado de la partitura completa de la obra para su publicación como regalo de despedida para el director. Boult realizó cuatro grabaciones comerciales de la obra, incluida la primera grabación en 1946 con la Orquesta Sinfónica de la BBC; su cuarta y última grabación fue realizada en 1970 con la Orquesta Sinfónica de Londres.
O.A. Weltzien ha escrito un análisis detallado de las ilustraciones de Blake y la partitura de Vaughan Williams. F.W.D. Ries publicó un artículo que contenía reminiscencias de Keynes de la producción original y la producción posterior de 1948.